# ويليام جورج جوردن
ويليام جورج جوردن (بالإنجليزية: William George Jordan)‏ هو شاعر أمريكي، ولد في 6 مارس 1864 في نيويورك في الولايات المتحدة، وتوفي في 20 أبريل 1928.